# 시로사와 카나에
시로사와 카나에(일본어: 白沢 かなえ, 7월 18일 ~)는 일본의 여자 성우이며, 여성 아이돌 그룹 22/7의 멤버다. 혈액형을 O형.

## 인물
- 성우 아이돌 그룹 프로젝트 22/7에 소속되어 있는 멤버.
- 취미는 게임 실황 동영상 시청, 혼자 전철을 타고 희미하지.
- 특기는 옷 만들기, 모사.

## 성우 활동

### 출연 작품

#### TV 애니메이션
2019년
- 다이브!! ※히노 히카리 명의

2020년
- 22/7(마루야마 아카네)

### 참조주
1. 1 2 3  “22/7(ナナブンノニジュウニ)”. 《22/7(ナナブンノニジュウニ)》. 2019년 4월 3일에 원본 문서에서 보존된 문서. 2019년 8월 23일에 확인함.